# 赵易亚
赵易亚（1917年—2002年），男，江苏泰兴人，中华人民共和国军事人物，中国人民解放军少将，曾任解放军报社总编辑、顾问。